# Homs (Líbia)
Homs ou Hums (em árabe: الخمس‎; romaniz.: Al Ḫums/Ḫoms) é cidade, porto e capital do distrito de Murgube na costa da Líbia no mar Mediterrâneo. Entre 1963 e 1995, foi capital do extinto distrito de Homs e desde 1995 é capital de Murgube. De acordo com o censo de 2012, possui 28 556 residentes.